# Pastorenweg

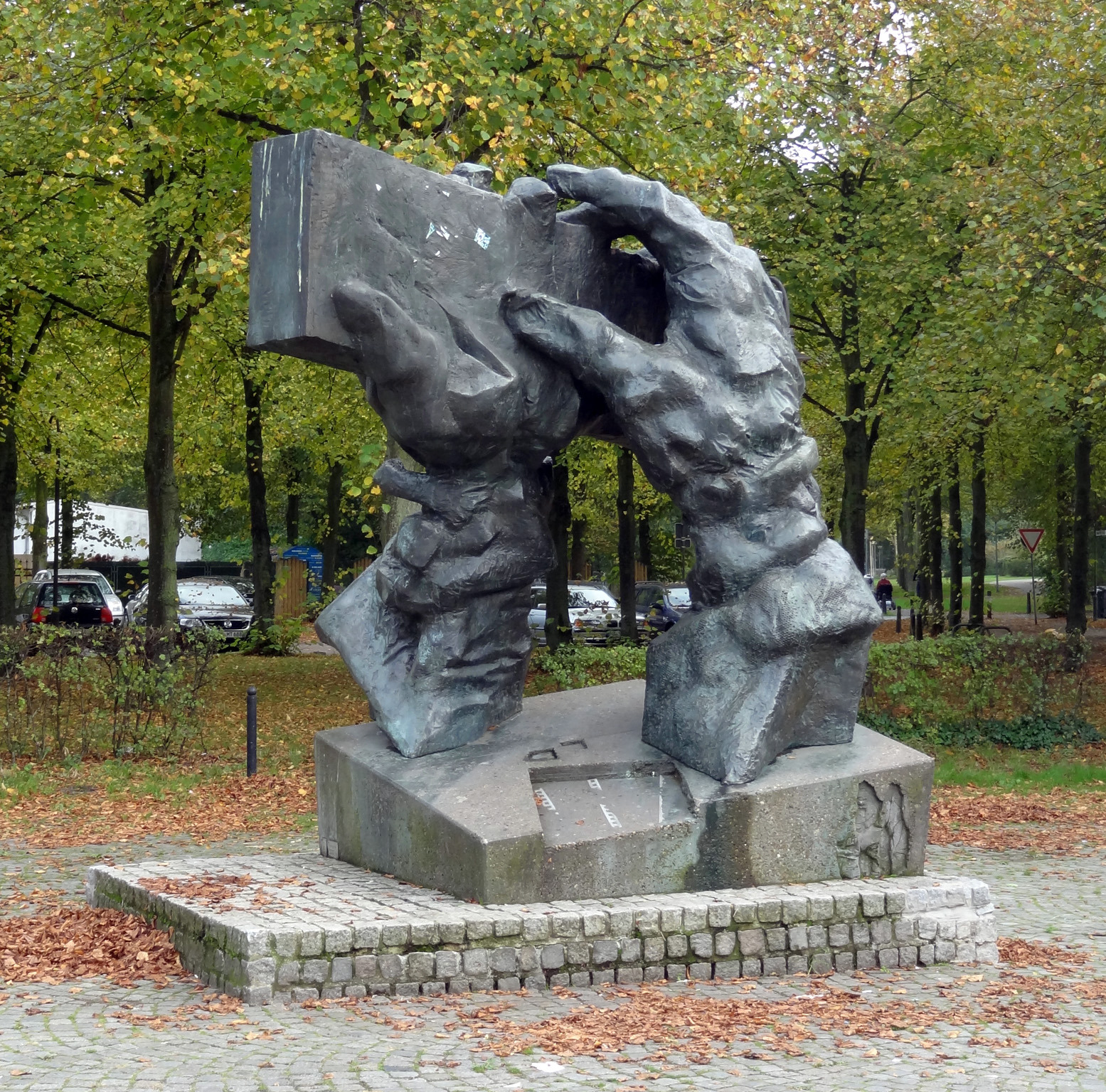
Skulptur Arbeitende Hände

Der Pastorenweg ist eine historische Erschließungsstraße in Bremen, Stadtteil Gröpelingen, Ortsteil Lindenhof. Sie führt in Ost-West-Richtung von der Lindenhofstraße bis zur Altenescher Straße und zum Friedhof Walle, Westeingang.
Die Querstraßen und Anschlussstraßen wurden benannt u. a. als Stettiner Straße nach der Stadt in Pommern, Schweidnitzer Straße nach der Stadt in Niederschlesien, Lindenhofstraße nach dem Ortsteil und dem Gut Lindenhof, Johann-Kühn-Straße nach dem Funktionär der SPD und Opfer des Nationalsozialismus (1897–1945), Glogauer Straße nach der Stadt in Niederschlesien, Dockstraße (inoffiziell Grüne Dockstraße) nach dem Dock der AG Weser, Morgenlandstraße nach der Flurbezeichnung (Morgen = Flächenmaß), Bürgermeister-Ehlers-Platz nach dem Politiker, SPD-Senator und Bürgermeister Adolf Ehlers (1898–1978), Rosenakstraße 1957 nach dem Rabbiner Leopold Rosenak (1868–1923), Goosestraße nach den Gänsen (ndt. Goose), die hier wohl ausgetrieben wurden, Moorstraße nach der Geländebeschaffenheit, Stendorfer Straße nach dem Ort bei Ritterhude, Luchtbergstraße nach der Flur Auf der Lucht, Bauhüttenstraße 1929 nach der hier aktiven Bauhütte Hansa, Grasberger Straße, Werschenreger Straße, Rasteder Straße, Osternburger Straße, Jadestraße, Altenescher Straße nach den Orten; ansonsten siehe beim Link zu den Straßen.

## Geschichte

### Name
Der Pastorenweg wurde nach dem Weg der Pastoren zur im Kirchenkreis zuständigen Waller Kirche benannt. Die Dorfstraße hatte in Gröpelingen vor der Eingemeindung keine Straßennamen und die Hausnummern galten für das ganze Dorf.

### Entwicklung
Im Dorf Gröpelingen gab es vor 1900 die gepflasterte Dorfstraße und sandige Feldwege. Das sechs Hektar große Meyer’sche Landgut (früher Nr. 147) gehörte dem Tabakkaufmann Eberhard Tölken, der 1888 den Landschaftspark mit Herrenhaus nach Plänen von Wilhelm Benque gestaltete. Von 1890 bis 1900 war der Baumwollkaufmann Eduard Meyer Eigentümer des Gutes und er benannte ihn Lindenhof. Die frühere Nr. 148 an der heutigen Lindenhofstraße war die Kinderbewahranstalt Johannisstift von Pastor Dietr. Koch. Der Pastorenweg führte ursprünglich bis zur Waller Kirche. Mit dem Bau des Waller Friedhofs wurde diese Wegeverbindung unterbrochen.
Der Ausbau der Häfen und der Standort der Werft AG Weser wandelte den Ort umfassend. 1905 kauften Bauunternehmer Gut Lindenhof, legten Straßen an und bebauten seit 1906 das Areal, so auch am Pastorenweg. Das Lindenhof-Viertel wurde nun ein typisches Arbeiterviertel für die Beschäftigten. Im Zweiten Weltkrieg fanden in Gröpelingen große Zerstörungen statt. Heute (2019) hat der Ortsteil rund 8000 Einwohner. Durch den Zuzug von Gastarbeitern und anderen Einwanderern seit den 1960er Jahren hat er sich zu einem multikulturellen Ortsteil entwickelt. Die Schließung der AG Weser von 1983 war ein einschneidendes Ereignis. Seit Beginn des 21. Jahrhunderts wird der Ortsteil auch von Studenten und Künstlern als Wohnort bevorzugt.

### Verkehr
Die Straßenbahn Bremen durchfährt die nahe gelegene Gröpelinger Heerstraße mit den Linien 2 (Gröpelingen – Sebaldsbrück) und 10 (Gröpelingen – Hauptbahnhof – Sebaldsbrück) und den Haltestellen Lindenhofstraße und Altenescher Straße.

## Gebäude und Anlagen
An der Straße stehen überwiegend zwei- bis dreigeschossige Gebäude.
Erwähnenswerte Gebäude und Anlagen

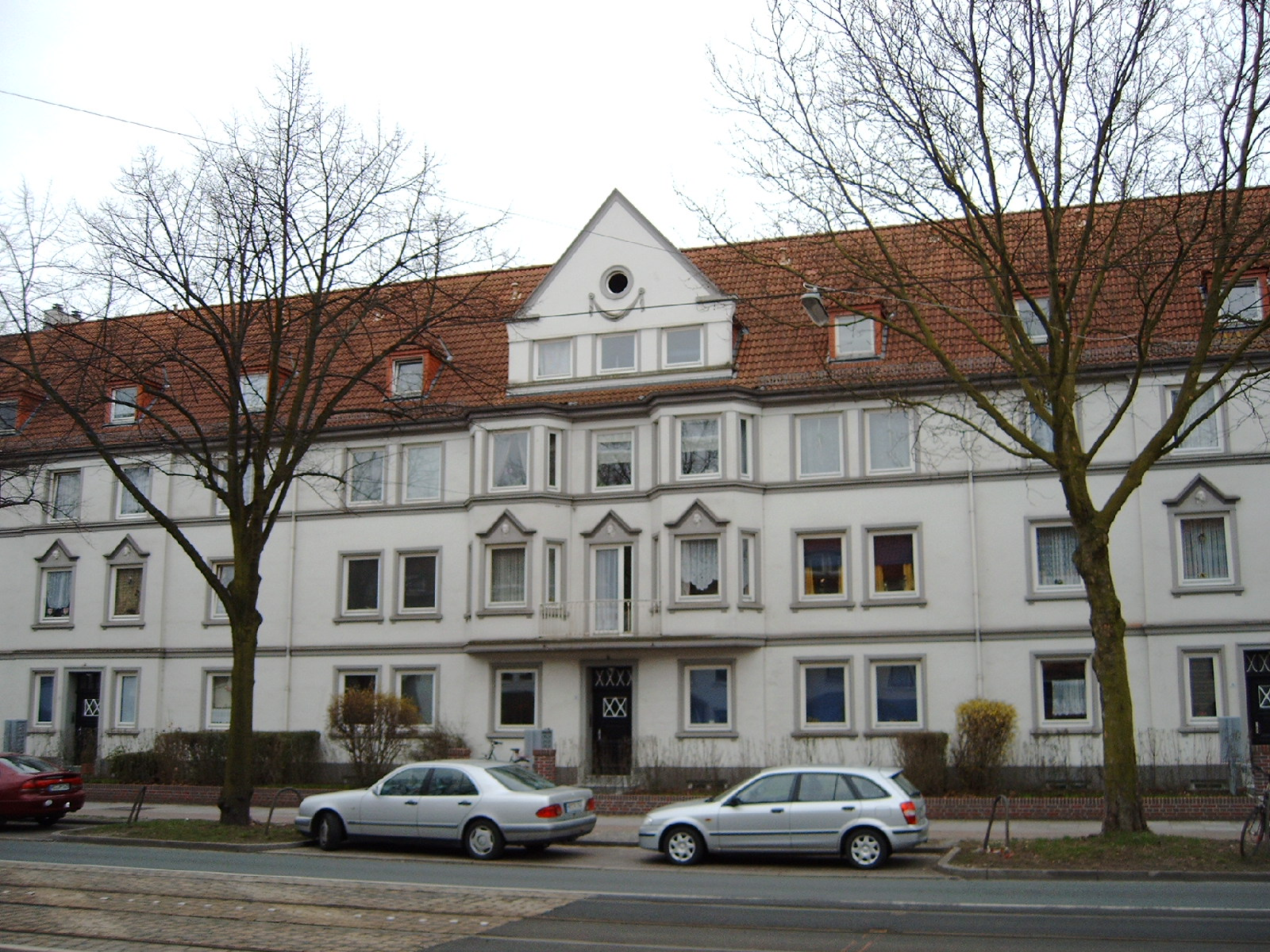
Wohnanlage Nr. 81 bis 85, hier aber Gröpelinger Heerstraße um Nr. 88

- Westeingang zum Waller Friedhof von 1875 mit der Erweiterung von 1895
- Nr. 61: 2-gesch. Gebäude von um 1910 mit der Gaststätte Zu den Linden
- Nr. 63 bis 73: 2-gesch. Wohnhäuser mit hohen Sockelgeschossen
- Nr. 70: Hochbunker
- Nr. 81 bis 85: 3-gesch. Wohnhäuser mit seitlichem Giebelrisalit als Teil der großen Wohnanlage Grasberger Straße Nr. 57 bis 69, Gröpelinger Heerstraße Nr. 60 bis 92 und Altenescher Straße Nr. 1 bis 6
- Nr. 91/93: 2-gesch. Grundschule am Pastorenweg von nach 1960 mit (2019) ca. 250 Schülern
- Nr. 110: 2-gesch. öffentliches Kinder- und Familienzentrum
- Nr. 104: 1-gesch. Rettungswache Gröpelingen des Deutschen Roten Kreuzes
- Nr. 126 bis 146: 2-gesch. Wohnhäuser als Bremer Häuser
- Nr. 135: 2-gesch. Wohnhaus von um 1910 als Bremer Haus
- Nr. 137 Ecke Stendorfer Straße 38: 3-gesch. Wohnhaus von um 1910 als Bremer Haus mit prägendem Giebelrisalit mit Jugendstilelementen
- Nr. 179: 2-gesch. Wohnhaus von um 1910 mit Krüppelwalmdach
- Bürgermeister-Ehlers-Platz mit Wochenmarkt, Grünzone, Frühjahrskirmes und Parkplatz; ab 1981 umgestaltet im Rahmen der Städtebauförderung der Stiftung Wohnliche Stadt und der Regionalförderung der Europäischen Union nach Plänen des Planungsbüros Team Grün-Plan.
- Grüne Dockstraße: Ab 1981 umgestaltet nach Plänen des Planungsbüros Team Grün-Plan mit der bronzenen Skulptur Zur Schicht von 1983 vom Bildhauer Waldemar Otto.
- Pastorenweg Nr. 187: 2-gesch. neuere Kita Lindenhof
- Nr. 200 bis 206: 2-gesch. Wohnhäuser von um 1910

Kunstobjekte
- Bürgermeister-Ehlers-Platz am Pastorenweg: Die bronzene Skulptur Arbeitende Hände von 1987 vom Bildhauer Bernd Altenstein. Die Figur erinnert an das Arbeitsleben der ehemaligen Werftarbeiter der AG Weser, die ein Jahr zuvor geschlossen wurde.k: kunst im öffentlichen raum bremen
- Bunkerbemalung Pastorenweg 70 Ecke Grasberger Straße mit vielen Hinweisen auf die Geschichte des Stadtteils Gröpelingen wurde 1978 von Jürgen Waller und Studierenden der Hochschule für Künste erschaffen.